# När livet vänder
När livet vänder (engelska: Living Out Loud) är en amerikansk långfilm från 1998 i regi av Richard LaGravenese, med Holly Hunter, Danny DeVito, Queen Latifah och Martin Donovan i rollerna.

## Handling
Judith Moore (Holly Hunter) trodde hon hade ett perfekt äktenskap. Både hon och maken studerar till att bli läkare, men när hon tar ett avbrott från sina studier för att försöka försörja dem båda lämnar han henne.
Judith sitter ensam och deprimerad i sin lägenhet. Hon träffar Pat Francato (Danny DeVito) som är vicevärd i huset. Han är lika ensam som hon, med ett spelmissbruk och för ett ögonblick blir det en koppling mellan dem båda. Men när han vill ha ett romantiskt förhållande så är hon bara ute efter vänskap. När hon senare förstår det fina hon hade med Pat har han hittat en annan.

## Rollista
| Holly Hunter     | – Judith Moore  |
| Danny DeVito     | – Pat Francato  |
| Queen Latifah    | – Liz Bailey    |
| Martin Donovan   | – Robert Nelson |
| Richard Schiff   | – Phil Francato |
| Elias Koteas     | – Kyssaren      |
| Suzanne Shepherd | – Mary          |
| Mariangela Pino  | – Donna         |
| Eddie Cibrian    | – Massören      |
| Clark Anderson   | – Gary          |